# Western Union (film)
Napad na Western Union – amerykański film fabularny z 1941 roku w reżyserii Fritza Langa.
Film nakręcono w Los Angeles, Kanionie House Rock (Arizona), Kanab (Utah) i Parku Narodowym Zion. 

## Fabuła
Vance Show chcąc skończyć z łajdactwami i przestępstwami zostaje telegrafistą. W tym czasie jego brat staje się przywódcą bandy, której członkowie podejmują decyzję o przeszkodzeniu w położeniu linii pomiędzy Omahą i Salt Lake City.

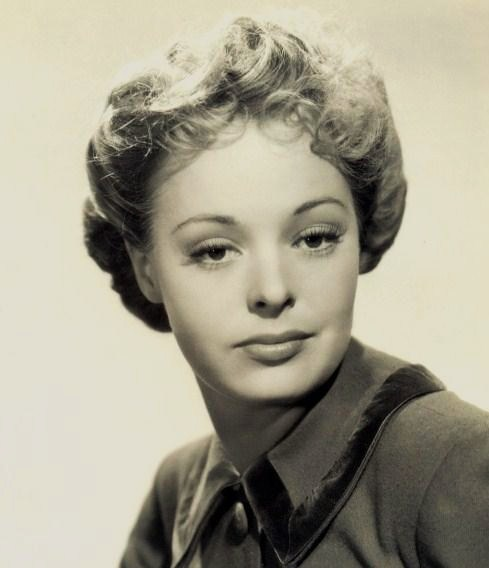
Virginia Gilmore w Napadzie na Western Union

## Obsada
- Randolph Scott – Vance Show
- Dean Jagger –  Edward Creighton
- Virginia Gilmore – Sue Creighton
- John Carradine – Doc Murdoch
- Slim Summerville – Herman „Cookie"
- Chill Wills – Homer Kettle
- Barton MacLane – Jack Slade
- Russell Hicks – gubernator prowincji Nebraska
- Addison Richards – kapitan Harlow

i inni